# Ercheia albirenata
Ercheia albirenata är en fjärilsart som beskrevs av M.Gaede 1917. Ercheia albirenata ingår i släktet Ercheia och familjen nattflyn. Inga underarter finns listade i Catalogue of Life.